# 2810 Лев Толстой
2810 Лев Толстой (2810 Lev Tolstoj) — астероїд головного поясу, відкритий 13 вересня 1978 року.
Тіссеранів параметр щодо Юпітера — 3,361.
Названий на честь російського письменника Льва Толстого.